# Lepitrichula vagans
Lepitrichula vagans är en skalbaggsart som beskrevs av Hermann Julius Kolbe 1891. Lepitrichula vagans ingår i släktet Lepitrichula och familjen Melolonthidae. Inga underarter finns listade i Catalogue of Life.